# Мамишзаде, Эльвин Рауф оглы
Эльвин Рауф оглы Мамишзаде (азерб. Elvin Rauf oğlu Məmişzadə; род. 17 декабря 1991, Сумгаит) — азербайджанский боксёр-любитель, член национальной сборной Азербайджана, чемпион Европейских игр 2015 года, серебряный призёр чемпионата Европы 2010 года и бронзовый призёр чемпионата Европы 2013 года, чемпион мира 2015 года. 

## Карьера
Воспитанник Сумгаитской школы бокса.
22 августа 2009 года завоевал золотую медаль на молодёжном чемпионате Европы, прошедшем в г. Щецин (Польша), победив в финале Игоря Магурина (Украина).
29 июня Эльвин Мамишзаде за высокие достижения на I Европейских играх и большие заслуги в развитии спорта в Азербайджане был награждён орденом «Слава».
Представлял Азербайджан на летних Олимпийских играх 2012 года в Лондоне и на летних Олимпийских играх 2016 года в Рио-де-Жанейро.